# Ulrich Pramberger
Ulrich Pramberger OFM († 22. Dezember 1497) war ein deutscher Geistlicher und Franziskaner. Nach seinem Titularbischofstitel wurde er auch als Ulrich von Salona genannt.
Am 29. März 1484 wurde Pramberger von Papst Sixtus IV. zum Titularbischof von Salona ernannt. 1486 ernannte Papst Innozenz VIII. ihn zum Weihbischof in Freising. 1494 wurde er zum Bischof geweiht. Er war Hauptkonsekrator von Ludwig Ebmer und Mitkonsekrator von Friedrich von Zollern, Bischof von Augsburg, und Friedrich von Schaunberg, Erzbischof von Salzburg.